# Lista de episódios de The Muppet Show
Esta é uma guia de episódios da série de televisão britânica-americana The Muppet Show (Muppet Show no Brasil), criado por Jim Henson e produzida pela ITC Entertainment e Henson Associates. 
Estreou em 5 de setembro de 1976 e terminou em 23 de maio de 1981, com um total de 120 episódios ao longo de 5 temporadas.
Os direitos da série são atualmente na propriedade do The Muppets Studio (a subsidiária da The Walt Disney Company), tendo sido adquirido da The Jim Henson Company em 17 de fevereiro de 2004.
No Brasil, a série foi exibida pela TV Globo em 13 de março de 1977 até 1981, pela distribuição da Bras-Continental.
Os 120 episódios foram produzidos no Reino Unido entre 1976 e 1980; dois episódios piloto também foram produzidos, um em 1974 e o outro em 1975. As transmissões do Reino Unido apresentavam cenas extras que não eram vistas na TV dos Estados Unidos, Não há uma ordem de transmissão definida para os episódios, pois eles foram exibidos em ordem variada em diferentes regiões. Para o box set da primeira temporada do DVD que foi lançado em 2005, Buena Vista Home Entertainment colocou os episódios na ordem em que foram produzidos, ao invés de ir ao ar, por este motivo. Devido à sequência em que os episódios são organizados no disco 1 do DVD, Scooter faz parte da equipe de bastidores antes de sua primeira aparição (episódio de Jim Nabors).  O conjunto também inclui as versões mais longas do Reino Unido de cada um dos episódios, embora seis sequências de músicas tenham sido cortadas do conjunto por causa de problemas de licenciamento. É comum que executivos de televisão insistam na edição do lançamento do vídeo em vez de pagar aos proprietários dos direitos autorais das músicas. Os exemplos incluem o episódio de Vincent Price, cujo número final, "You Got a Friend", foi cortado no DVD The Muppet Show: Season One, está disponível sem cortes e em inglês no DVD alemão.
As tabelas a seguir relacionam os episódios com base nas datas de exibição inicial, para o Reino Unido, exceto para os dois pilotos. Portanto, eles podem não ser necessariamente a ordem em que os episódios foram exibidos em todas as regiões.
The Muppet Show foi lançado para o streaming Disney+ em 19 de fevereiro de 2021. No entanto, dois episódios com os convidados Brooke Shields e Chris Langham foram omitidos do serviço de streaming. Em vários países europeus, o episódio com John Denver também foi omitido.

## Episódios

### Pilotos (1974–1975)
O primeiro piloto abre com um personagem chamado Wally e se desenvolve conforme ele digita o roteiro em sua máquina de escrever. No segundo piloto, um novo personagem chamado Nigel atua como o chefe dos bastidores. Statler e Waldorf resmungam de uma sala enquanto assistem ao programa na televisão. (Este cenário para Statler e Waldorf seria revisitado na primeira série de Muppets Tonight.) Em ambos os episódios piloto, Caco, o Sapo, apenas desempenha um papel coadjuvante.
| # | Título                            | Descrição | Data de exibição      |
| - | --------------------------------- | --- | --------------------- |
| 1 | The Muppets Valentine Show        | O primeiro piloto do Muppet Show, estrelado por Mia Farrow. As funções de anfitrião são atendidas por um personagem chamado Wally. Outros personagens incluem George, o zelador, Mildred Huxtetter, Droop, Brewster e "Crazy Donald" (chamado Crazy Harry em episódios posteriores). Caco, o Sapo, tem um papel de apoio. A maioria dos personagens restantes que aparecem eram de produções anteriores de Jim Henson. | 30 de janeiro de 1974 |
| 2 | The Muppet Show: Sex and Violence | Um segundo episódio piloto para The Muppet Show. Os telespectadores tiveram vislumbres de várias das futuras estrelas dos Muppets. Embora Caco, apareça brevemente, o chefe dos bastidores desse show de variedades é Nigel, o futuro líder da banda. Miss Piggy faz uma breve aparição em uma paródia de Planeta dos Macacos e no episódio "Eye of the Beholder" da Twilight Zone. Enquanto isso, personificações de uma variedade de pecados circulam nos bastidores, à espera de audições para The Seven Deadly Sins Pageant. Estreando estão Dr. Teeth and the Electric Mayhem, The Swedish Chef, Sam the Eagle e Statler e Waldorf, resmungando de uma sala de estar em vez de um camarote de teatro. | 3 de março de 1975    |

### Primeira Temporada (1976–1977)
Caco, o Sapo, torna-se o apresentador do show desde o início da primeira temporada, enquanto o ex-apresentador Nigel ganha o papel de líder da orquestra.  Statler e Waldorf agora assistem ao show de uma varanda.  Outros personagens dos pilotos, incluindo Dr. Teeth and the Electric Mayhem, Sam Eagle, O Chef Sueco, George the Janitor, Mildred Huxtetter, Crazy Harry, Brewster e Droop continuam a fazer aparições. Personagens de produções anteriores de Jim Henson também fazem aparições, incluindo Rowlf, Sweetums e Robin (de The Frog Prince), Miss Piggy, Gonzo e Thog (de The Great Santa Claus Switch). Novos personagens incluem Urso Fozzie, The Muppet Newsman, Scooter, Dr. Bunsen Honeydew, figurinista Hilda, Uncle Deadly, Marvin Suggs e seus Muppaphones, Trumpet Girl e o dueto cantor de Wayne e Wanda. Esboços recorrentes incluem "Hospital Veterinário", "Na Dança", "Casas falantes", "Painel de discussão", "Monólogo de Fozzie", "Ponto de Conversa", "Muppet Labs" e "Ato do Gonzo".
| #  | Convidado especial                                         | Descrição | Data de exibição        |
| -- | ---------------------------------------------------------- | --- | ----------------------- |
| 1  | Joel Grey                                                  | - Música: "Comedy Tonight" (do musical A Funny Thing Happened on the Way to the Forum) de Frackles e os outros criminosos. - Bastidores: Piadas de Fozzie sobre qualquer assunto. - Na Dança: Piadas familiares. - Muppet News Flash: Boffo, a bala de canhão humana. (Corte na primeira temporada do DVD e nas versões alemãs) - Ato do Convidado: "Willkommen". - Ponto de conversa: A história de vida de Joel. - Música: "Pachalafaka" do álbum The Whimsical World of Irving Taylor. - Wayne e Wanda: "Stormy Weather". (Corte na versão em DVD da primeira temporada) - Ato de Fozzie: Piadas sobre qualquer assunto. - Local do Reino Unido: Sherlock Holmes e o caso das pistas desaparecidas. - Muppet News Flash: Brooklyn é refém de um motorista de ônibus aposentado. (Corte na primeira temporada do DVD e nas versões alemãs) - Ato de Gonzo: Destruindo um automóvel antigo para "The Anvil Chorus". - Ato do Convidado: "Razzle Dazzle" do musical Chicago. | 5 de setembro de 1976   |
| 2  | Rita Moreno                                                | - Bastidores: Telefone piada. - Ato do Convidado: Dança francesa de tango ao som de "I Get Ideas". - Hospital Veterinário: Dr. Bob opera em Fozzie. - Muppet News Flash: Galinha dança balé. - O Chef Sueco: Chef sueco faz panquecas. - Na Dança: Tubarão no salão de baile. - Local do Reino Unido: "To Morrow". - Música: "Lady of Spain" por Marvin Suggs e seus Muppophones. - Painel de discussão: Conversar é uma arte em extinção? - Muppet News Flash: Não há notícias esta noite. - Ponto de conversa: Cartões de sugestão. - Wayne e Wanda: "Goody Goody". - Ato de Fozzie: Charlton Heston não conta piadas. - Ato do Convidado: "Fever". | 12 de setembro de 1976  |
| 3  | Sandy Duncan                                               | - Bastidores: Caco quer saber o que é o esboço da banana. - Ato do Convidado: "A Nice Girl Like Me". - Chef Sueco: Donut. - Ato de Fozzie: O esboço da banana. - Na Dança: Apaixonando-se por você. - Ato do Convidado: Sandy faz Sweetums se sentir bonita. - Local do Reino Unido: "Nobody" de Gonzo e Rowlf. - Música: "Never Smile at a Crocodile" de Mary Louise (versão Whatnot) apresentando o crocodilo e alguns sapos. - Talk Spot: O esboço da banana. - Muppet News Flash: Recorde pulando no lugar. - Hospital Veterinário: primeiro transplante do Dr. Bob. - Ato do convidado: "Try to Remember" | 19 de setembro de 1976  |
| 4  | Jim Nabors                                                 | - Bastidores: Primeiro dia de Scooter. - Canção: "Money", do Dr. Teeth. - Ato do convidado: "Gone with the Wind" (Corte na versão em DVD da primeira temporada) - Muppet News Flash: Disco voador pousa em um posto de gasolina. - Sketch: The Danceros (Corte na versão em DVD da primeira temporada) - Na Dança: Saúde. - Local do Reino Unido: "Dog Eat Dog". - Ponto de Conversa: Signos astrológicos. - Wayne e Wanda: "Indian Love Call". - Ato de Fozzie: Se você não rir, eu nunca vou voltar. - Ato do Convidado: Nabors trabalha na segurança da padaria. - Ato do Convidado: "Thank God I'm a Country Boy". | 26 de setembro de 1976  |
| 5  | Ruth Buzzi                                                 | - Bastidores: Apresentador de programa de TV de encerramento. - Música: "Sunny" de Electric Mayhem. - Na Dança: "Eu tenho três pés". - Wayne e Wanda: "Row, Row, Row". - Muppet News Flash: O Oceano Atlântico foi sequestrado. - Ato do Convidado: "Can't Take My Eyes Off You" (música) - Local do Reino Unido: "I Never Harmed an Onion". - Ponto do Conversa: Buzzi detesta gordura, mas adora comer. - Ato do Convidado: Greatest straight man in the business. - Ato do Convidado: Buzzi breaks her torturers down under pressures. - Música: "You Can't Rollerskate in a Buffalo Herd". - Painel de Discussão: Is the human body obsolete? | 3 de outubro de 1976    |
| 6  | Paul Williams                                              | - Bastidores: Fozzie e Scooter se preparam para dar a volta no poste. - Música: "All of Me". (Corte na versão em DVD da primeira temporada) - Ato do Convidado: "An Old Fashioned Love Song" (música). - Muppet Labs: Proponente multifacetado. - Esboço: "Silence", um poema de Rowlf - Na Dança: "Você quer fazer uma viagem?" - Local do Reino Unido: "Estou apaixonado por um grande sapo azul" de Mary Louise (Whatnot versão) com Kermit, Robin e os outros sapos. - Ponto de conversa: Famosos pessoas curtas. - Ato do Convidado: "Obteve algo mais barato?" esboço. - Wayne e Wanda: "You Do Something to Me" - Muppet News Flash: 'Peguei o telefone e não havia ninguém lá'. - Ato do Fozzie: O poste telefônico mordeu. - Ato do Convidado: "Sad Song". | 10 de outubro de 1976   |
| 7  | Florence Henderson                                         | - Bastidores: Piggy vai até Caco. - Esboço: Irmãos Borelino saltitantes. - Ato do Convidado: "Elusive Butterfly" (música). - Na Dança: Estamos noivos! - Ponto de conversa: Piggy ameaça Henderson - Local do Reino Unido: "Torta Cottleston". - Painel de discussão: William Shakespeare era, de fato, Bacon? - Ato do Fozzie: Impressões de grandes atores. - Ato do Convidado: "Happy Together" (música). - Esboço: O amor chega a Koozebane. | 17 de outubro de 1976   |
| 8  | Peter Ustinov                                              | - Bastidores Caco tem ciúme de Ustinov. - Música: "Pizzicato" do balé Sylvia. - Muppet Labs: Robô Político. - Na Dança: Punch Bowl. - Ato do Convidado: Esboço de economia. - Local do Reino Unido: "(Hey Won't You Play) Another Somebody Done Somebody Wrong Song". - Música: "You Do Something to Me" - Muppet News Flash: Cura para o resfriado comum. - Wayne e Wanda: "Autumn Leaves". - Painel de discussão: Psychiatry - Música: "Bein' Green". | 24 de outubro de 1976   |
| 9  | Lena Horne                                                 | - Bastidores: Piggy não vai se apresentar esta semana. - Música: "Rag Mop". - Ato do Convidado: "Eu tenho um nome". - Muppet News Flash: A mulher só comeu algas marinhas. - Na Dança: 'Você está sempre explodindo'. - Local do Reino Unido: "(Where Do I Begin?) Love Story" dueto de Zoot e Rowlf. - Ponto de conversa: Fozzie quer falar com as estrelas convidadas. - Chef Sueco: Spaghetti. - Ato do Convidado: Versão única de "Pop! Goes the Weasel". - Ato do Convidado: I'm Glad There Is You (música) - Ato do Fozzie: Tributo do Marcel Marceau. - Ato do Convidado: "Sing". | 24 de outubro de 1976   |
| 10 | Harvey Korman                                              | - Música: "Love Ya to Death" de Electric Mayhem. - Esboço: Entrevista com Animal. - Ato do Convidado: Harvey treina um animal perigoso. - Painel de Discussão: Qual o significado da vida? - Na Dança: Guy tem a cabeça inchada. - Local do Reino Unido: "Jam" de Electric Mayhem. - Ponto de Conversa: Harvey é o humano simbólico no programa. - Hospital Veterinário: Os nervos de Bob o estão afetando. - Wayne e Wanda: "I Get a Kick out of You". - Ato do Convidado: Roupa de frango. - Ato do Convidado: Meu Deus, o comediante é um urso! - Muppet News Flash: O boxeador defenderá o título contra si mesmo. - Música: "Halfway Down the Stairs" por Robin. | 7 de novembro de 1976   |
| 11 | Candice Bergen                                             | - Bastidores: Objetos para Kermit executando gag. - Música: "What Now My Love?". - Ato do Convidado: "Coloque outra lenha no fogo". - Na Dança: George faz a pergunta. - Painel de Discussão Viajar amplia a mente? - Local do Reino Unido: "It's Not Where You Start, It's Where You Finish" por Rowlf. - Ponto de conversa: Candice tira uma foto de Caco. - Chef Sueco: Molho picante. - Ato do Convidado: "Olha essa cara". - Hospital Veterinário: Sapo na garganta. - Ato do Convidado: "You've Got to Have Friends" (música). | 14 de novembro de 1976  |
| 12 | Ben Vereen                                                 | - Bastidores: Fozzie fica preso em uma caixa de mágico. - Running Gag: Harry louco explode coisas. - Ato do Convidado: "Pule, Grite, Derrube-se. - Ato do Convidado: "Mr. Cellophane" do musical Chicago. - Muppet News Flash: Recorde de assento no mastro da bandeira. - Na Dança: As pedras rolantes. - Local do Reino Unido: "Für Elise". - Ponto do Conversa: Os dançarinos têm que se manter em forma. - Hospital Veterinário: Bob brinca na sala de cirurgia. - Wayne e Wanda: "I'll Know". - Ato do Fozzie: Fozzie em uma caixa. - Ato do Convidado: Ben canta "Pure Imagination", para Droop. | 21 de novembro de 1976  |
| 13 | Charles Aznavour                                           | - Bastidores: Scooter se torna o empresário de Gonzo. - Música: "I Feel Pretty". - Ato do Convidado: "The Old Fashioned Way". (Corte na versão em DVD da primeira temporada) - Hospital Veterinário: Bob economizou nove entre dez esta semana. - Na Dança: As bananas têm apelo. - Local do Reino Unido: "Does Your Chewing Gum Lose Its Flavour (On the Bedpost Overnight?)". - Ponto de Conversa: Francês, a língua do amor. - Painel de Discussão: Qual é o papel do homem no universo? - Ato do Fozzie: 'Tenha cuidado!' - Ato do Convidado: "Inchworm". | 28 de novembro de 1976  |
| 14 | Phyllis Diller                                             | - Bastidores: Hilda estuda maneiras de parecer mais jovem. - Música: Mississippi Mud - Ato do Convidado: Phyllis e Rowlf discutem quais são os perdedores. - Muppet News Flash: Mulher voa para Dallas. - Na Dança: Statler e Waldorf juntam-se à dança. - Local do Reino Unido: "Ol' Lazybones", por Electric Mayhem - Ponto de Conversa: Fozzie recebe dicas de comédia. - Música: Hugga Wugga"/"You Are My Sunshine". - Muppet Labs: Chapéus explodindo. - Hospital Veterinário: Pão de forma. - Ato do convidado: "The Entertainer". | 5 de dezembro de 1976   |
| 15 | Avery Schreiber                                            | - Bastidores: Piggy tenta deixar Caco com ciúmes. - Música: "Tenderly", por Electric Mayhem. - Ato convidado: Sir Avery contra o monstro da charneca. - Muppet Labs: detector de gorilas. - Ato do convidado: Avery como segurança do museu. - Na Dança: Boogie! Boogie Boogie! - Local do Reino Unido: "May You Always Walk in Sunshine". - Ponto de Conversa: Piggy continua a flertar com Avery. - Wayne e Wanda: "Some Enchanted Evening". - Hospital Veterinário: Série de piadas de pássaros. - Ato de Fozzie: Banana na orelha. - Muppet News Flash: 'Não há notícias hoje à noite'. - Ato do Convidado: música sonora absurda. | 12 de dezembro de 1976  |
| 16 | Twiggy                                                     | - Bastidores: A gangue encontra o Phantom of the Muppet Show. - Música: "Dance". - Ato do Convidado: "In My Life". - Wayne e Wanda: "Let it Snow, Let it Snow, Let it Snow". - Ato do Convidado: "The King's Breakfast". - Na Dança: Lustre. - Local do Reino Unido: "Minuet in G Major" (música). - Esboço: Vendaface. - Muppet News Flash: A Sra. Thomas comeu um trator a diesel. - Ato do Convidado: "Ain't Nobody's Business But My Own" (música). | 19 de dezembro de 1976  |
| 17 | Valerie Harper                                             | - Bastidores: Statler está determinado a conhecer Valerie e traz para ela um arbusto de frutas vermelhas que cresce rapidamente. - Ato do Convidado:' Valerie convence Caco a deixá-la fazer o ato de abertura cantando "Broadway Baby". - Chef Sueco: O Chef decora um bolo e depois o quebra. - Muppet News Flash: O montador de vapor se transforma em um tapete. - Ato de Rowlf: Rowlf lê o poema "The Butterfly". - Na Dança: Ataque de morcego. - Local do Reino Unido: Rowlf e Sam cantam "Tit-willow" (de The Mikado). - Música: Floyd canta "Searchin". - Wayne e Wanda: "On a Clear Day You Can See Forever". - Muppet News Flash: Dateline nada. - Ato do Convidado: Valerie dança com os Clodhoppers ao som de "Nobody Does It Like Me". | 2 de janeiro de 1977    |
| 18 | Mummenschanz                                               | - Bastidores: Gonzo insiste em chamar a atenção de Miss Piggy. - Música: Floyd, Scooter e sua turma cantam "Mr. Bass Man". - Ato do Convidado: Mummenschanz faz mímica com máscaras de bloco de notas. - Esboço: A Biblioteca. - Ato do convidado: Mummenschanz executa criaturas rastejantes. - Na Dança: Blow my Top. - Local do Reino Unido: "When I'm Not Near the Fish I Love", cantada por um peixe em um aquário. - Ponto de Conversa: Mummenschanz mostra a Kermit que você não precisa falar para se comunicar. - Wayne e Wanda: "É apenas uma lua de papel". - Vendaface: Statler leva um soco no rosto. - Muppet News Flash: o ser humano vivo mais velho da Rússia. - Ato do convidado: Mummenschanz faz mímica com máscaras de argila. | 9 de janeiro de 1977    |
| 19 | Juliet Prowse                                              | - Bastidores: Scooter e Muppy convencem Caco a permitir que eles façam uma série e depois façam várias exigências. - Música: "Mah Nà Mah Nà" por Mahna Mahna - Ato do Gonzo: Comer um pneu para "Flight of the Bumblebee". - Ato do Convidado: Juliet Prowse dança ao som da segunda metade de "Solace" de Scott Joplin. - Na Dança: 'Se importa se eu fumar?' - Ponto de Conversa: Juliet Prowse dos Sapos. - Esboço: Kid Fozzie chega à cidade. - Música: Scooter canta "Simon Smith and His Amazing Dancing Bear", enquanto Fozzie dança - Música: "Temptation" by the Muppet Glee Club. | 16 de janeiro de 1977   |
| 20 | Kate Ballard                                               | - Bastidores: A orquestra se cansa de tocar a música-tema todas as noites e ameaça sair, a menos que Caco permita que tocem sua própria música. - Música: "In the Summertime". - 'Ato do Convidado: "Oh, Babe, What Would You Say?" (música) - Muppet News Flash: frase mais longa. - Na Dança: Porco latino. - Local do Reino Unido: Life. - Ponto de conversa: Música tema - Esboço: A barbearia. - Vendaface: Transformando mulheres feias em mulheres bonitas. - Ato do convidado: "One Note Samba". - Tema de encerramento: realizado apenas por Rowlf. | 23 de janeiro de 1977   |
| 21 | Bruce Forsyth                                              | - Bastidores: Fozzie acha que pode lidar com qualquer intrometido. Então Caco cancela seu ato. - Música: The Snerfs - Ato do convidado: "All I Need is the Girl" - Na Dança: Importa-se se eu acender? - Local do Reino Unido: "I'm My Own Grandpa" (música). - Ponto de Conversa: Bruce aluga um pato. - Wayne e Wanda: "Trees". - Ato do Convidado: a rotina de comédia de Bruce e Fozzie. - Hospital Veterinário: Pato! - Ato do convidado: "Let There Be Love". | 30 de janeiro de 1977   |
| 22 | Ethel Merman e Richard Bradshaw                            | - Bastidores: O agente Fozzie, Irving Bizare, chega para negociar o contrato de Fozzie. - Esboço: Java - Ato do Convidado: Medley de canções de Miss Merman. - Local do Reino Unido: "Don't Sugar Me" cantada por um rato em uma xícara de chá. - Ponto de Conversa: Miss Merman ensina Miss Piggy a cantar. Titereiro convidado australiano Richard Bradshaw, com fantoches de sombra. - Música: Miss Merman canta "There's No Business Like Show Business". | 5 de fevereiro de 1977  |
| 23 | Connie Stevens e personagens da Sesame Street, Ênio e Beto | - Bastidores: Fozzie acredita que todos o odeiam quando ouve os Muppets insultando o ursinho de pelúcia de Gonzo. - Canção: Caco canta "Lydia the Tattooed Lady". - Chef Sueco: Almôndegas. - Ato do Convidado: "A Teenager in Love" de Connie Stevens e "The Mutations". - Na Dança: Ratos elegantes. - Local do Reino Unido: "Ain't Misbehavin" de Electric Mayhem. - Ato do Convidado: "(They Long to Be) Close to You", de Connie Stevens. - Canção: "Sax and Violence" de Zoot e Mahna Mahna. - Ato de Gonzo: Cultive uma planta de tomate para a Abertura 1812. - Muppet News Flash: Hotline para Washington. - Ato do Convidado: Bert canta "Some Enchanted Evening" enquanto Connie Stevens dança ao fundo. | 12 de fevereiro de 1977 |
| 24 | Vincent Price                                              | - Backstage: Monstro de três cabeças quer estar no show. - Música: "I've Got You Under My Skin". - Ato do convidado: esboço 'House of Horror'. - Wayne e Wanda: "Bewitched, Bothered and Bewildered". - Painel de discussão - Na Dança: salão de baile assombrado. - Local do Reino Unido: "I'm Looking Through You". (Corte na versão VHS de 1994) - Ponto de conversa: Como se tornar um vampiro. - Muppet News Flash: 'Móveis ganham vida'. - Ato do convidado: "You've Got a Friend". (Cortado nas versões VHS de 1994 e DVD da primeira temporada) | 19 de fevereiro de 1977 |

### Segunda Temporada (1977—1978)
Várias mudanças foram feitas para a segunda temporada. A cada semana, Scooter agora cumprimentava o ator convidado em seu camarim antes da música tema de abertura, anunciando o tempo até a chamada do palco. A sequência do tema de abertura foi substituída por uma mais familiar, mostrando cada membro do elenco sob um arco. Esboços como "At the Dance", "Ponto de Conversa", "Painel de discussão", "Casas falantes" e "Monólogo de Fozzie" fizeram menos aparições ou foram completamente abandonados.
Vários personagens foram reconstruídos, com mudanças perceptíveis em Miss Piggy, Fozzie Bear, Gonzo the Great e Janice. Personagens como George the Janitor, Hilda, Mildred e Wayne e Wanda foram retirados da série (embora Mildred ainda fizesse raras aparições esporádicas). Robin é identificado como sobrinho de Caco. Novos esboços incluem "Porcos no Espaço" e "Um Editorial com Sam, a Águia". Novos personagens incluem Beaker, o assistente de Bunsen Honeydew, Link Hogthrob, Dr. Julius Strangepork, Doglion e Annie Sue. Os artistas de Muppet, Eren Ozker e John Lovelady deixaram o The Muppet Show após a primeira temporada.
Nos primeiros episódios da segunda temporada, as marionetistas do sexo feminino foram auditadas para substituir Ozker. Louise Gold acabou sendo contratada como substituta de Ozker. Richard Hunt substituiu Ozker como artista de Janice, enquanto Jerry Nelson assumiu os papéis de Crazy Harry e The Announcer de John Lovelady. Jack Burns deixou seu papel de escritor após a primeira temporada.
| #  | Convidado especial          | Descrição | Data de exibição        |
| -- | --------------------------- | --- | ----------------------- |
| 1  | George Burns                | - Bastidores: O elenco é atormentado por um colunista de fofocas do "The Daily Scandal". - Música: Piggy canta "Cuanto Le Gusta". - Ato do Convidado: Rowlf acompanha George Burns enquanto eles discutem atos caninos e cantam "Train Back Home". - Música: "Chattanooga Choo Choo". - Hospital Veterinário: Dr. Bob trata de um telefone. - UK Spot: Fozzie canta "Wotcher (Knocked 'Em na Old Kent Road)". - Ponto de conversa: Gonzo conversa com George Burns sobre os primeiros dias de Gonzo no showbiz. - Música: Caco e Piggy cantam "I Won't Dance" em uma esquete que começa como um segmento "At the Dance". - Esboço: Um monstro comedor de máquinas. - Ato do Convidado: George canta "It All Depends on You" e "You Made Me Love You" com elenco. | 16 de setembro de 1977  |
| 2  | Rich Little                 | - Bastidores: Gonzo interviews hopefuls for a new dancing chicken act. - Música: "Chanson D'Amour" com Crazy Harry e três senhoras Muppet. - Ato do Convidado: Impressões do elenco do Muppet. - No baile: Só não a noite do Animal. - UK Spot: "The Boy in the Gallery" por Miss Piggy, acompanhada por Rowlf (e público) - Esboço: "The Glow-Worm" com lagarto e minhocas. - Ponto de Conversa: Repórteres de Muppet entrevistam Rich Little. - Hospital Veterinário: Fozzie, o Urso, está um pouco rouco. - Esboço: "Tea for Two" por Gonzo e sua galinha dançante, Lolita. - Ato do Convidado: Cenas das grandes comédias musicais de Hollywood de ontem. | 23 de setembro de 1977  |
| 3  | Madeline Kahn               | - Bastidores: Gonzo tem uma queda pela atriz convidada Madeline Kahn. - Música: Caco canta "Happy Feet" para responder à pergunta do público "O sapo pode sapatear??" - Ato do Convidado: "Jamais esquecerei seus pés". - Canção: "Animal canta Gershwin". - Chef Sueco: Lagosta. - UK Spot: Dr. Teeth, Zoot e Floyd fazem "New York State of Mind". - Porcos no Espaço: O Swinetrek perde energia. - Música: Fozzie canta com seu ukulele. - Ato do Convidado: Madeline tem um encontro com um monstro no parque que quer arruinar seu dia. - News Flash: Repórteres estão explodindo. - Música: Rowlf faz "Up, Up and Away". - Música: "Wishing Song" de Madeline e Gonzo. | 30 de setembro de 1977  |
| 4  | Edgar Bergen                | - Bastidores: Fozzie decide tentar um ato de ventríloquo. - Música: "Baby Face" executada por um coro de galinhas. - Ponto de Conversa: Caco conversa nos bastidores com Edgar Bergen e Charlie McCarthy sobre sapos e canta "Consider Yourself" (de Oliver!) com Fozzie, Gonzo, Scooter, Uncle Deadly, Janice, Link Hogthrob, Dr. Julius Strangepork, Luncheon Counter Monster, as galinhas, os porcos e os Frackles. - Muppet News Flash: O Muppet Newsman esquece suas calças. - Esboço: Gonzo luta contra um tijolo com os olhos vendados. - Porcos no Espaço: Piggy tem que salvar o dia com o "elemento unificador de barra de aquecimento independente e plano de equalização horizontal". - UK Spot: Rowlf canta "Show Me a Rose". - Ponto de Conversa: Fozzie conversa com Edgar Bergen e Mortimer Snerd sobre o ato deles. - Ato de Fozzie: Fozzie coloca suas habilidades de ventríloquo à prova com seu amigo Chucky. - Música: "Time in a Bottle". - Canção: Bicada por galinhas em um piano. - Ato do Convidado: Edgar Bergen e Charlie McCarthy discutem os Muppets e são acompanhados por Piggy. | 7 de outubro de 1977    |
| 5  | Dom DeLuise                 | - Bastidores: Miss Piggy colabora com Scooter para deixar Caco com ciúmes e conseguir um lugar melhor no programa. - Música: Piggy canta "My Old Man Said Follow the Van". - Ato do Convidado: Dom DeLuise viaja para o planeta Koozbane e encontra os nativos. - Música: Animal tem um solo de bateria. - Hospital Veterinário: Dr. Bob trata de uma vaca. - UK Spot: "Henrietta's Wedding". - Música: Dr. Teeth e The Electric Mayhem tocam "Don't Blame the Dynamite". - Ato do Convidado: Um tour pelo Shepard's Institute of Animal Protection. - Ato do Convidado: Dom canta "We Got Us" com Piggy. | 14 de outubro de 1977   |
| 6  | John Clesse                 | - Bastidores: Gonzo pega uma bala de canhão com a mão nua, esticando o braço. - Música: "Somebody Stole My Gal". - Ato do Gonzo: Gonzo pega uma bola de canhão. - Muppet News Flash: Resolvendo a crise alimentar. - Música: Rowlf e uma galinha tocam uma música no piano. - Porcos no Espaço: John Cleese invade o Swinetrek como um pirata antiquado. - No Baile: Piadas sobre sopa de garçom e mosca. - UK Spot: Piggy canta "Waiting at the Church". - Música: Robin e Sweetums cantam "Two Lost Souls". - Ponto de conversa: John tenta ajudar Gonzo com seu braço deformado. - Esboço: Relatórios de Caco do planeta Koozbaine. - Ato do Convidado: John se recusa a fazer uma música. O resto dos Muppets tentam ajudar. | 21 de outubro de 1977   |
| 7  | Nancy Walker                | - Bastidores: Caco está doente em casa, então Fozzie está no comando. - Música: Crazy Harry e um canhão. - Ato do Convidado: Nancy no restaurante com Fozzie e o Monstro do Luncheon Counter come pratos. - Hospital Veterinário: Combinado com At the Dance após Fozzie bagunçar a introdução. - UK Spot: "My Old Dutch" com Burlington Bertie e Rowlf. - Esboço: Bird medley. - Talk Spot: Fozzie fala com Nancy sobre os problemas com o show da noite e ela canta "Pick Yourself Up" para Fozzie. Mais tarde, Piggy e Nancy falam com Caco ao telefone. - Editorial de Sam: Sam discute a nudez no mundo de hoje. - Ato do Convidado: "They Can't Take That Away from Me" com Sweetums. | 28 de outubro de 1977   |
| 8  | Bernadette Peters           | - Bastidores: O sobrinho de Caco, Robin, se sente indesejado e quer fugir. A senhorita Piggy nutre ciúme da Miss Mousey. - Música: Caco e Miss Mousey cantam "How Could Believe Me?" - Ato do convidado: "Take a Little One Step, Two Step" por Bernadette Peters enquanto Sweetums, Thog e Timmy Monster junto. - Música: As galinhas bica "Chopsticks" no piano. - Hospital Veterinário: Dr. Bob trata de um sapato. - UK Spot: The Sheik of Araby - Esboço: Sam conta a história da formiga e do gafanhoto. - Ponto de conversa: Robin conversa com Bernadette que canta "Just One Person" com Caco, o Sapo, Fozzie Bear, Scooter, Gonzo, Rowlf the Dog, Droop e Green Frackle. - Chef Sueco: Chickie Boom. - Muppet Labs: Bunsonium - Música: Robin canta "I'm Five". (Corte da versão Disney+) - Muppet News Flash: Um grande objeto cai do teto. - Ato do convidado: "Apple Jack" com a Jug Band. | 4 de novembro de 1977   |
| 9  | Milton Berle                | - Bastidores: Fozzie se esconde de seu ídolo Milton Berle. - Música: "Ugly", de Mean Mama, the Frackles, a Crocodile e a Warthog. - Ato do Convidado: Statler e Waldorf levam Milton Berle à loucura ao importuná-lo, criando um monólogo hilário no processo. - Muppet News Flash: A batalha pela vontade de Mary Crandall entre seu filho Charles e seu gato Cuteypie. - Porcos do Espaço: Um objeto não identificado vai colidir com o Swinetrek: Gonzo em uma motocicleta. - Ato do Convidado: Milton Berle canta "The Entertainer" com Rowlf acompanhando ao piano. O refrão inclui Scooter e Fozzie no final. - UK Spot: "Who?", de Zelda Rose e sua cantora coruja. - Ato do Convidado: Milton Berle e Fozzie cantam e dançam: "Top Banana". | 11 de novembro de 1977  |
| 10 | Teresa Brewer               | - Bastidores: Miss Piggy decide fazer dieta. - Ato do convidado: "Cotton Fields". - Porcos do Espaço: a tripulação está ficando sem oxigênio, combustível, água e água suja. - Música: Animal executa "Wild Thing". - Ato de Gonzo: Gonzo recita Shakespeare à sua maneira. - No Baile: Os casais discutem a perda de peso. - UK Spot: Dr. Teeth canta uma música sobre cheesecake. - Ponto de Conversa: Caco conversa com Teresa sobre seu livro de autógrafos. - Muppet Labs: Electric Nose Warmer. - Música: Scooter canta "At the Hop" com alguns amigos. - Ato do Convidado: "Spinning Wheel" com Sweetums. - Ato do convidado: "Music! Music! Music!". | 2 de dezembro de 1977   |
| 11 | Steve Martin                | - Bastidores: Caco faz audições para o próximo show, mas se esquece de contar a Steve. Fozzie fica preocupado com a possibilidade de Caco contratar um novo comediante para substituí-lo. - Esboço: Vários atos fazem o teste, incluindo Can-Canning Rodents e Mary Louise (versão Whatnot) e Friend (uma rã) cantando "Swanee Ribbit" até que Mary-Louise seja fisgada para fora do palco. - Ato do Convidado: Animais em balão. - Esboço: Mais audições de artistas, incluindo Terry-Louise (um apelido de Mary Louise) e Friend cantando "Tie a Yellow Ribbit" até que Terry-Louise seja fisgada para fora do palco. - Música: Os Quatro Fazoobs do planeta Koozbane. - UK Spot: Gonzo e seu queijo dançante - Esboço: Carrie-Louise (outro apelido de Mary Louise) e Friend cantando "Ol'Man Ribbit" (é revelado que durante esse tempo Miss Piggy havia fisgado Mary Louise várias vezes para fora do palco porque ela é a única que pode cantar com um Sapo). - Ato do convidado: "Ramblin 'Guy". - Música: Statler e Waldorf executam "The Varsity Drag", com Fozzie copiando-os da varanda. - Música: Marvin Suggs e seu All Food Glee Club, "Yes! We Have No Bananas". - Ato do Convidado: Malabarismo - Ato do Convidado: Steve toca "Dueling Banjos" com a Jug Band, o All Food Glee Club, os Fazoobs e os Flying Zucchini Brothers. Nota: Brian Henson disse que as risadas neste episódio são na verdade as gargalhadas dos artistas dos Muppets enquanto o show estava sendo gravado. | 9 de dezembro de 1977   |
| 12 | Lou Rawls                   | - Bastidores: O show é jogado no caos quando a patinação de Fozzie não está totalmente pronta. - Ato do Convidado: "Groovy People". - News Flash Mallarditus. - Hospital Veterinário: Dr. Bob não tem paciente. - Ato do Convidado: Floyd e Animal conversam com Lou. - Chef sueco: pernas de sapo. - Na Dança: Muitas piadas visuais. - UK Spot: Caco canta " Ukulele Lady " (com Miss Piggy e Scooter). - Música: Link canta "Sonny Boy" com um leitão. - Ponto de conversa: Caco conversa com Lou, o que se transforma em uma música scat com o Electric Mayhem. - Muppet Labs: Máquina de barbear movida a energia nuclear. - Ato de Fozzie: Fozzie em patins. - Ato do convidado: "Você é o único". | 16 de dezembro de 1977  |
| 13 | Julie Andrews               | - Bastidores: Uma vaca real aparece misteriosamente nos bastidores. - Ato do Convidado: "The Lonely Goatherd" - News Flash: Equipamento esportivo descartado. - Ato do Gonzo: Gonzo toca gaita de foles em um mastro de 3 metros no ar, mas o ato é interrompido quando um castor roe o mastro, fazendo-o cair. - Música: Rowlf toca "Moonlight Sonata" de Beethoven. - Ponto de Conversa: Caco tenta uma conversa tranquila com Julie Andrews. - Música: Gonzo canta "Won't Somebody Dance with Me" - UK Spot: "Borneo" da Jugband. - Ato do convidado: "Quando você era um girino e eu era um peixe", com Caco. - Comentário de Sam: Indústria e Tecnologia. - Muppet Labs: Tônico para o crescimento do cabelo. - Ato do convidado: "I Whistle a Happy Tune" | 25 de dezembro de 1977  |
| 14 | Peter Sellers               | - Bastidores: Bunsen e Beaker continuam aparecendo e desaparecendo, assim como outros membros do elenco e itens. - Ato do Convidado: "A Gypsy's Violin". - Música: Rowlf canta "When", uma canção sobre sons da natureza. - Ato do Convidado: Caco diz a Peter Sellers para ser ele mesmo; Peter Sellers responde que não pode porque "não há eu" e "eu o removi cirurgicamente". - UK Spot: Gonzo canta "Down Memory Lane" com Rowlf. - Ato do Convidado: Peter Sellers auxilia Link em seu treino. - Música: Caco canta "Bein 'Green". - Muppet Labs: Teletransportador. - Ato do Convidado: "Cigarettes, and Whiskey, and Wild, Wild Women". | 1 de janeiro de 1978    |
| 15 | Elton John                  | - Bastidores: Scooter tem uma música para Elton John. O Chef sueco persegue uma galinha. Sam acha que Elton John é uma afronta à cultura. - Ato do Convidado: "Crocodile Rock" com um grupo de crocodilos. - Chef Sueco: Egg du Chef. - Ato do Convidado: Scooter começa a cantar "Bennie and the Jets" e Elton assume. - Hospital Veterinário: Dr. Bob trata um cachorro. - UK Spot #1: Fozzie se junta a Rowlf para um dueto de piano em "An English Country Garden". - UK Spot #2: Caco e Fozzie canta "Any Old Iron". - Ato do Convidado: "Goodbye Yellow Brick Road" com Electric Mayhem. - Porcos do Espaço: Tédio - Ato do Convidado: "Don't Go Breaking My Heart" com Miss Piggy. Nota: estreia de Afghan Hound e Annie Sue. | 8 de janeiro de 1978    |
| 16 | Cleo Laine e Bruce Schwartz | - Bastidores: A mãe de Fozzie está na platéia. - Música: "Everybody Limbo". - Ato do Convidado: "It Don't Mean a Thing (If It Ain't Got That Swing)" com o Dr. Teeth e a Electric Mayhem Orchestra. - Porcos do Espaço: Inspeção anual, com preenchimento de Fozzie para Piggy. - Ato de convidado extra: Bruce Schwartz se apresenta com uma marionete. - UK Spot: Rowlf e alguns cães executam "Mad Dogs and Englishmen". - Chef Sueco: Cleo Laine auxilia, cantando "You're Just in Love" com Chef. - Ato do Convidado: Frenologia - Ato do Convidado: Cleo Lane canta "If" com Bruce Schwartz. | 15 de janeiro de 1978   |
| 17 | Rudolf Nureyev              | - Bastidores: Sam tenta melhorar o elenco devido à sua estrela convidada alta cultura. - Música: Dr. Teeth e o Electric Mayhem executam o "String Quintet in E major, Op. 11, No. 5 (Boccherini)" de Lugi Boccherini (que o Sgt. Floyd Pepper chama de "Minuet in G Major"). - Música: Piggy e Link cantam um dueto de Don Giovanni. - Ato do Convidado: Swine Lake. - UK Spot: "Something's Missing". - Hospital Veterinário: Uma homenagem de Shakespeare. - Ato do Convidado: Dueto em banho turco com Piggy, "Baby, It's Cold Outside". - Música: Rowlf toca um solo de piano com a ajuda de Fozzie. - Ato do Convidado: "Top Hat, White Tie and Tails". | 22 de janeiro de 1978   |
| 18 | Judy Collins                | - Bastidores: J.P. Gross quer demolir o teatro e colocá-lo em um ferro-velho. - Ato do Convidado: "Leatherwing Bat". - Porcos do Espaço: Manobra de correção de meio curso. - Editorial de Sam: Sam anuncia que está se desassociando do show. - Ato do Convidado: "I Know an Old Lady Who Swallowed a Fly". - Muppet News Flash: O relatório do Newsman pega fogo. - UK Spot: "I Talk to the Trees", com Link Hogthrob. - Esboço: Caco relata do planeta Koozebane para entrevistar o Foob. - Guest Act:Dueto ao piano com Rowlf, "Do-Re-Mi". - Chef Sueco: Shotgun. - Ato do Convidado: "Send in the Clowns". | 29 de janeiro de 1978   |
| 19 | Don Knotts                  | - Bastidores: A banda ficou tão satisfeita com a música que Fozzie escolheu para eles que o declararam moderno e lhe deram um par de óculos escuros. - Música: "Sweet Gingerbread Man" por Homem-Biscoito. - Música: "The Windmills of Your Mind". - Ato do Convidado: 'Beast of the Week' esboço. - Hospital Veterinário: Paciente com três pés. - UK Spot: "Burlington Bert". - Ponto de Conversa: Fozzie e Dom aproveite ser moderno - Música: "What a Wonderful World" por Rowlf. - Swedish Chef: Caldo de peixe. - Ato do Convidado: "Lullaby of Birdland". (Corte da versão Disney+) | 5 de fevereiro de 1978  |
| 20 | Cloris Leachman             | - Bastidores: Os porcos dominam o show. Caco e outros frequentadores são mantidos na sala da caldeira. - Música: "That's Entertainment!". - Ato do Convidado: Cloris canta um medley com Link. - Ato do Fozzie: Fozzie, o Porco, se apresenta, tendo mais sucesso do que Fozzie, o Urso. - Chef Sueco: O porco sueco faz pipoca. - UK Spot/Hospital Veterinário: Rebatizado de "Hospital do Vegetariano", o elenco todo de porco é apresentado com uma bandeja de frutas e vegetais como paciente. - News Flash: Apresentado por um locutor de porco que comenta que o Dr. Bunsen Honeypig criou uma bolsa de seda com a orelha de uma porca. - Porcos no Espaço: O Swinetrek está sendo atacado por fígado picado. - Ato do Convidado: "Just in Time". | 12 de fevereiro de 1978 |
| 21 | Bob Hope                    | - Bastidores: Bob Hope está dividindo seu tempo entre The Muppet Show e vários programas de caridade. Animal tenta encontrar um hobby. - Música: "Pig Calypso" com Piggy e vários outros porcos. - Ato do Convidado: Bob e Caco fazem uma rápida troca de ideias, Bob falhou em um evento beneficente para os Flying Zucchini Brothers estarem no show. - Música: "For What It's Worth" cantada por Woodland Creatures, interrompida por ineptos Whatnot Hunters, George the Janitor e Gramps. - News Flash: Dia de abertura da temporada de pesca. - Chef Sueco: Pato prensado. - News Flash: Abertura da temporada de ópera. - Música: Rowlf executa um pequeno solo de piano ("Pathétique"). - UK Spot: "Sing Me the Songs" por J.P. Grosse e alguns Muppets primários. - Muppet Labs: Cesta de Resíduos Automática. - Música: Rowlf tem outra chance de um solo de piano ("Nola"), com uma mão extra. - Ato do Convidado: Desenho de Cowboy, "Don't Fence Me In" cantada por Bob e seu cavalo. Nota: The Woodland Creatures no número "For What It's Worth" são reciclados de alguns dos personagens de Emmet Otter's Jug-Band Christmas na forma sem roupa variando de um gambá como vocalista principal (reciclado de Old Lady Possum), um raposa (reciclado do Prefeito Harrison Fox), um texugo (reciclado de James Badger), um gambá (reciclado de Will Possum), um coelho (reciclado de George Rabbit) e um rato-almiscarado (reciclado de Nat Muskrat).                                  | 19 de fevereiro de 1978 |
| 22 | Jaye P. Morgan              | - Bastidores: Jaye P. Morgan não está muito feliz por estar no show. Mais tarde, o tio de Scooter, J.P. Gross, aparece. - Ato do Convidado: "Tweedlee Dee". - Chef Sueco: Abrindo um coco. - Música: Rowlf, Gonzo e Animal atuam "Flight of the Bumblebee". - Na Dança: Homens vs. Mulheres, e os problemas com alguns dos casais. - Ato do Convidado: Caco e Jaye P. falam sobre explosões. - UK Spot: Floyd e Nigel, o maestro, atuam. - Porcos no Espaço: O Swinetrek despenca em direção à Terra a uma velocidade incrível, precisando jogar um pouco do excesso de peso ao mar para diminuir a velocidade. - News Flash: A Orquestra Sinfônica de Londres descarta alguns instrumentos de seu voo. - Comentário de Sam: Crime. - Ato do Convidado: "That Old Black Magic" com Electric Mayhem. | 26 de fevereiro de 1978 |
| 23 | Zero Mostel                 | - Bastidores: O tio de Scooter, J.P. Gross, dará ao programa o dinheiro de que precisam em troca da adição de um número de lutadora. - Música: "Polonaise in A Flat" de Chopin, de Electric Mayhem. - Ato do Convidado: "What do the Simple Folk Do?" - No Baile: Tênis - Muppet Labs: Cenouras Magnéticas. - UK Spot: Dueto de piano-sax, "Smoke Gets in Your Eyes". - Ato do Convidado: Poema de 'medos'. - Música: Drum Solo. - Sketch: Lady Wrestling. Nota: Zero Mostel morreu antes deste episódio ser transmitido, o único convidado a ter esta distinção. Estreia do Beaker. | 5 de março de 1978      |
| 24 | Petula Clark                | - Bastidores: Um alce, chamado Mickey e que parece John Wayne, anda nos bastidores, perturbando Caco. - Música: "Sea Chantey "com Link, Scooter, Fozzie, Gonzo e Robin. - Ato do Convidado: "The Boy from Ipanema". - Esboço: Um bar do Velho Oeste está cheio de galinhas, com Gonzo como o barman. O clássico tiroteio entre o bem e o mal ocorre. - No Baile: Os casais discutem seus relacionamentos e mães. - UK Spot: "Upidee". - Ato do Convidado: "Too Shy to Say" com Rowlf. - Hospital Veterinário: O Dr. Bob, a enfermeira Piggy e a enfermeira Janice operam um paciente que está afundando. - Chef Sueco: Chocolate Moose. - Ato do Convidado: "Tomorrow". | 12 de março de 1978     |

### Terceira Temporada (1978–1979)
A terceira temporada começou imediatamente após a segunda temporada na primavera de 1978, depois fez uma pausa de verão e outono retomando em novembro de 1978. Todos os personagens e esboços da temporada anterior permaneceram. Os novos personagens incluíam o ajudante de palco Beauregard, o lançador de peixes bumerangue Lee Zealand, a senhora da cafeteria Gladys, Bobby Benson e His Baby Band e o comentarista esportivo Louis Kazagger. Novos segmentos incluíram "Muppet Sports" e "Urso na Patrulha". Dois novos marionetistas, Steve Whitmire e Kathryn Mullen, se juntaram à trupe de marionetistas durante esta temporada.
| #  | Convidado especial                 | Descrição | Data de exibição        |
| -- | ---------------------------------- | --- | ----------------------- |
| 1  | Roy Clark                          | - Bastidores: Fozzie entende mal uma conversa entre Caco e Roy Clark e envia todos os ajudantes de palco para o país. - Ato do Convidado: "Rocky Top", com Lubbock Lou e seus Jug Huggers - Chef Sueco: Massa - Porcos do Espaço: Torradeira elétrica. Apresentando Gonzo, uma galinha, Beaker, a Criatura Masculina Koozebanian, Luncheon Counter Monster, Witch Doctor, Chopped Liver e Statler. - Ato do Convidado: "Yesterday, When I Was Young" - Local do Reino Unido: "I Don't Want to Set the World on Fire" - Ponto de conversa: Roy erroneamente insulta alguns animais. - No Baile: Piadas de dança do celeiro. - Ato do Gonzo: Yodeling Nikolai Rimsky-Korsakov enquanto montava um pula-pula motorizado. - Ato do Convidado: "Sally Was a Good Old Girl". | 19 de março de 1978     |
| 2  | Leo Sayer                          | - Bastidores: Caco deixa Annie Sue, outra cantora de porcos, se apresentar no programa, deixando Miss Piggy extremamente ciumenta. - Ato do Convidado: "You Make Me Feel Like Dancing", de Leo Sayer, com o apoio do Electric Mayhem. - Música: "You Put a Piece of Carbon Paper Under Your Heart" de Annie Sue - Música: "The Daffodils" por uma Miss Piggy espirrando acompanhada por um Rowlf espirrando. - Ato do Convidado: "The Show Must Go On" de Leo Sayer apoiado por Animal na bateria e um banjo. - Local do Reino Unido: "She Was One of the Early Birds" por Gonzo. - Ponto de Conversa: Dr. Teeth apresenta Animal a Leo. - Ato do Fozzie: Fozzie, acompanhado por Annie Sue, tenta realizar um truque de memória, mas continua esquecendo o nome de Annie. - Ato do Convidado: "When I Need You" por Leo Sayer com Billy the Bear, Mickey Moose, Harold Woodpecker, um castor, uma doninha, Crazy Harry e o prefeito Harrison Fox e James Badger de Emmet Otter's Jug-Band Christmas. | 26 de março de 1978     |
| 3  | Gilda Radner                       | - Bastidores: Atriz convidada Gilda Radner enfrenta vários problemas. - Música: Porcos esquimós cantam "Lullaby of Broadway". - Ato do Convidado: Gilda e uma cenoura falante de dois metros de altura cantam uma mistura de músicas de The Pirates of Penzance. - Muppet Melodrama: Tio Deadly e Wayne estão muito ocupados dançando para prestar atenção em Miss Piggy. - Música: Marvin Suggs e seus Muppaphones cantam "Witch Doctor". - Local do Reino Unido: "The Bird on Nellie's Hat". - Muppet Labs: Superadesivo Muppet Labs - Música: Rowlf e Zoot tocam "Body and Soul". - Muppet News Flash: O adesivo desonesto está sob controle. - Ato do Convidado: "Tap Your Troubles Away". | 2 de abril de 1978      |
| 4  | Pearl Bailey                       | - Bastidores: Floyd está descontente com o número de encerramento. - Ato de convidado: "My Soul Is a Witness". - Muppet Labs: Clipes comestíveis. - Ato: Duas galinhas tocam os sinos.. - Muppet News Flash: Uma explosão na Smithfield Hat Factory. - Ponto de Conversa/Ato de convidado: Pearl e Floyd conversam e depois cantam "In the Good Old Summer Time". - Local do Reino Unido: "Hi-Diddle-Dee-Dee", com Fozzie e Rowlf. - Porcos do Espaço: Snacko Waves. - No Baile: Floyd e o Cavaleiro Negro (Gonzo) são muito leves em seus pés. - Ato do Convidado: A cena da justa de Camelot. As músicas cantadas são "Ascot Gavotte", "Hello, Dolly!", "Fugue for Tinhorns", "Anything You Can Do", "A Boy Like That", e "Everything's Coming up Roses". | 9 de abril de 1978      |
| 5  | Jean Stapleton                     | - Bastidores: Caco enfrenta vários problemas no teatro. - Música: "Tico Tico", por Annie Sue e alguns porcos. - Ato do Convidado: "Play a Simple Melody", com Fozzie. - No Baile: 'Vejo que você não tem muito a dizer'. - Música: "Daddy Wouldn't Buy Me a Bow Wow", com Annie Sue e Rowlf. - Ponto de conversa: Jean revela a Sam, a Águia, que o Chef Sueco não fala sueco de verdade. - Muppet Melodrama: Miss Piggy fica amarrada a uma ferrovia. - Muppet Labs: Comprimidos encolhendo. - Ato do Convidado: "I'm Just Wild About Harry", com Crazy Harry. | 16 de abril de 1978     |
| 6  | Loretta Lynn                       | - Bastidores: O Teatro Muppet está sendo fumigado, então todo o show se muda para uma estação ferroviária. - Ato do Convidado: "You're Lookin' at Country", com Lubbock Lou e seus Jughuggers. - Song: Miss Piggy canta "All Alone". - Muppet News Flash: Greve contra os carteiros. - Ato do Fozzie: Os eletricistas e o urso polar. - No Baile: Vagabundos. - Local do Reino Unido: Caco e Gonzo cantam "Sentimental Journey". - Ato do Convidado: "Oh Lonesome Me", com Rowlf, Baskerville e outros cães. - Hospital Veterinário : Condutor de trem. - Muppet News Flash: Galinhas bicando em chave morse. - Música: "The Rhyming Song" (uma música original de Frank Oz e Larry Grossman), com Fozzie, Scooter, Annie Sue e Link. - Ato do Convidado: "One's on the Way" | 23 de abril de 1978     |
| 7  | Raquel Welch                       | - Bastidores: Fozzie vai à terapia de grupo para se tornar mais assertivo. - Ato do Convidado: "Baby It's Me". - Música: Gonzo cantam "Jamboree" (uma canção original de Larry Grossman e Frank Oz). - No Baile: Fozzie tenta fazer seu ato, mas os dançarinos continuam contando as piadas de suas piadas. - Local do Reino Unido: Caco conversa com Marvin Suggs e seus Muppaphones. - Ponto de Conversa/Ato do Convidado: Raquel faz uma serenata para Fozzie com uma versão de "Confide in Me". - Chef Sueco: Frango em uma cesta. - Ponto de Conversa: Miss Piggy visita Raquel em seu camarim. - Ato do Convidado: Raquel e Miss Piggy cantam "I'm a Woman". | 17 de novembro de 1978  |
| 8  | Alice Cooper                       | - Bastidores: O "talentoso, mas assustador" Alice Cooper cria um clima assustador para o show. - Ato do Convidado: "Welcome to My Nightmare". - Muppet Labs: Amplificador de germes. - Ato: Dor de dente de estalagmites. - Ponto de Conversa: Sam dá a Alice sua opinião sobre ele. - Cantina: Fozzie e alguns garotos bem-educados. (Linha seguindo para ela cortada na versão VHS de 1994) - Música: Robin canta "Over the Rainbow". (Corte na versão VHS de 1994) - Local do Reino Unido: "Once a Year Day". - Ato do Convidado: "You and Me". - Porcos do Espaço: A tripulação se transforma em contornos de si mesmos. - Ato do Convidado: "School's Out". (Fade entre "Schools Out" e as boas noites cortadas na versão VHS de 1994) | 24 de novembro de 1978  |
| 9  | Helen Reddy                        | - Bastidores: Caco diz ao seu novo zelador, Beauregard, para limpar o teatro. - Música: "Stayin' Alive" por Miss Piggy (como Maria Antonieta e os Porcos). - Ato do Convidado: "Blue". - Ponto de Conversa: Animal e o Chef Sueco cantam sua versão de "Happy Birthday to You" e "Jingle Bells". - Número de Dança: Fozzie e alguns outros enfeites. - Muppet News Flash: Arremesso de geladeira over-hand. - Ato do Reino Unido: Rowlf toca "Pathétique". - Ato do Convidado: "You and Me Against the World". - Hospital Veterinário: Operador de cabine de som. - Música: "Tie Me Kangaroo Down, Sport". - Ato do Convidado: "We'll Sing in the Sunshine". | 1 de dezembro de 1978   |
| 10 | James Coco                         | - Bastidores: James Coco fala com Caco para adicionar um pouco de "deslumbramento" ao show. - Música: "Octopus's Garden", com Robin, Caco, Piggy e Animal. - Ato do Convidado: James interpreta um médium e Fozzie seu cliente. Os dois são visitados por um fantasma, que canta "Danny Boy". - Ato do Rowlf: "Eight Little Notes". - Local do Reino Unido: Robin tem medo de cobras, mas Caco o faz imaginar a beleza das cobras. Robin imagina um quarteto de cobras dançando "In a Persian Market". - Chef Sueco: Banana split, interrompida por dançarinos. - Música: Wayne canta "Catch a Falling Star". - Hospital Veterinário: Interrompido por dançarinos. - Ato do Convidado: "Short People". | 8 de dezembro de 1978   |
| 11 | Marisa Berenson                    | - Bastidores: Caco é incomodado por Lew Zealand, que quer fazer um teste para seu show de peixes bumerangue. Miss Piggy inventa um esquema para enganar Kermit e se casar com ela. - Música: Porcos russos executam "Dança dos Porcos Vermelhos". - Ato do Convidado: Marisa dança com Feather Boas. - Muppet Sports: Corrida de perucas. - Local do Reino Unido: Robin canta "Someone to Watch Over Me". - Música: Caco, Annie Sue, Scooter, uma salamandra, Robin, Beauregard e Fozzie cantam "Do-Re-Mi". - Ato do Convidado: "You're Always Welcome at Our House". - Cantina: The Swedish Chef makes a wedding cake. - Esboço: Lew Zealand 'resgata' Caco do plano de casamento de Miss Piggy. | 15 de dezembro de 1978  |
| 12 | Kris Kristofferson & Rita Coolidge | - Bastidores: "Help Me Make It Through the Night" por Kris Kristofferson e Miss Piggy apoiados por Electric Mayhem - Cantina: Gonzo se prepara para seu ato. - Ato do Convidado: Gonzo recita as tabuadas de sete vezes em pé em uma rede e equilibrando um piano. - Muppet Labs: Sapatos de Elevador Atômico. - Song: "My Wild Irish Rose" por Wayne. - Cantina: Miss Piggy e Annie Sue pedem. - Muppet News Flash: O roubo de Henderson. - Ato do Convidado: "We're All Alone" de Rita Coolidge com aparições de Billy the Bear, um Deer, um Beaver, uma Weasel e versões reaproveitadas do prefeito Harrison Fox, James Badger, Nat Muskrat e Will Possum de Emmet Otter's Jug-Band Christmas. - Local do Reino Unido: Rowlf canta "A Frog He Would A-Wooing Go", e Sam comenta. - Ponto de Conversa: Gonzo oferece seu autógrafo para Kris e Rita. - Song: "New York State of Mind" por Floyd Pepper, Dr. Dentuço e Zoot. - Música: As galinhas tocam os sinos. - Cantina: Jantar de TV do Animal. - Song: "Hi-Diddle-Dee-Dee" por Rowlf e Fozzie. - Ato do Convidado: "Song I Like to Sing" por Kris Kristofferson e Rita Coolidge. | 22 de dezembro de 1978  |
| 13 | Danny Kaye                         | - Bastidores: Statler e Waldorf deixam seu camarote para sentar no beco, enojados com a estrela convidada da noite. - Música: Outros enfeites cantam "Aquarius". - Esboço: Um operário de construção faz uma pausa para o almoço. - Cantina/Ponto de conversa: Danny acidentalmente faz comentários rudes para Miss Piggy. - Ato do Convidado: Danny e Piggy cantam "Cheek to Cheek". - Local do Reino Unido: "Jogging". (Cortado da versão Disney+) - Chef Sueco: O Chef e seu tio (Danny) preparam um peru suíço. - Os Irmãos Abobrinha Voadores: Beauregard pega de volta seu balde de água. - Ponto de Conversa: Caco pede a Danny para fazer mais uma música. - Música: Clyde Cahuenga executa o "Municipal Vermin Abatement Code", definido como Mozart. - Ato do Convidado: Danny e os Muppets "Inchworm". | 25 de dezembro de 1978  |
| 14 | Cheryl Ladd                        | - Bastidores: Caco conversa com o Busto de Beethoven. Fozzie lê um livro sobre auto-aperfeiçoamento e pede o Caco que faça uma lista de seus pontos positivos e negativos. - Música: Piggy e Link cantam "True Love". - Guest Act: "South Rampart Street Parade", com Timmy Monster e os Clodhoppers. - Porcos no Espaço: Comprimidos invisíveis. - Local do Reino Unido: Scooter canta "There's a New Sound". (Cortado da versão Disney+) - Ponto de Conversa/Ato do Convidado: Miss Piggy e Cheryl praticam karatê juntas enquanto cantam "I Enjoy Being a Girl". - Ato do Gonzo: Gonzo se hipnotiza para segurar um peso de 5.000 libras com um braço. - Ato do Convidado: "Sunshine on My Shoulders". | 29 de dezembro de 1978  |
| 15 | Harry Belafonte                    | - Bastidores: Apesar da insistência do Caco de que tudo no programa é espontâneo, Fozzie Bear decide que precisa de roteiros. - Ato do Convidado: Harry canta "Day-O (The Banana Boat Song)", mas Fozzie continua interrompendo tentando melhorar o número. - Música: Rowlf e Lew executam "Tea for Two" de trás para frente. - Porcos no Espaço: O Dissolvatron. Janice, Caco e o Chef Sueco também aparecem. - Local do Reino Unido: Floyd e Zoot executam "Honeysuckle Rose". - Ato do Convidado: Harry e Animal realizam uma batalha de tambores. - Muppet Sports: Corrida de olhos vendados. - Ponto de conversa: Fozzie visita Harry para pedir conselhos. - Ato do Convidado: Harry e algumas máscaras africanas cantam "Turn the World Around". | 5 de janeiro de 1979    |
| 16 | Lesley Ann Warren                  | - Bastidores: Gonzo revela seu novo ato: subir uma rampa em sua motocicleta e entrar no camarote de Statler e Waldorf. - Ato do Gonzo: Gonzo tenta subir uma rampa de moto. - Ato do Convidado: Lesley e Doglion executam "Beastly and the Beaut", uma versão de balé de Beauty and the Beast. - Porcos no Espaço: Raios Dummo. - Local do Reino Unido: Dr. Teeth executa "Mack the Knife", mas Sam não acha saudável. - Ato do Convidado: Lesley deveria se apresentar com Rowlf, mas Marvin Suggs e seus Muppaphones chegam em seu lugar. Eles tocam "The Blue Danube", antes de Rowlf chutá-los para fora do palco. Rowlf e Lesley então executam "Just the Way You Are". - Ato do Gonzo: Gonzo tenta sua acrobacia de moto pela segunda vez. - Ato do Convidado: Lesley canta "Last Dance" para Link. | 12 de janeiro de 1979   |
| 17 | Liberace                           | - Bastidores: Liberace decide realizar um "concerto para pássaros" inteiro na segunda metade do show, enquanto Gonzo está determinado a colocar suas galinhas sapateadoras em ação. - Música: "Never on Sunday", por Miss Piggy. - Cantina: Floyd pede um ovo frito a Gladys. - Chef Sueco: Café. Interrompido pelo Hospital Veterinário. - Muppet News Flash: Remodelação da redação dos Muppets. - Local do Reino Unido: "I Want to Sing in Opera", de Miss Piggy. - Ato do Convidado: Concerto Liberace, apresentando "Chopsticks", "Misty", "Nocturne No. 5" de Chopin e "Has Anybody Seen My Bird?" | 19 de janeiro de 1979   |
| 18 | Leslie Uggams e Big Bird           | - Bastidores: Leslie co-estrela com Big Bird de Sesame Street. - Ato do Convidado: Leslie e os monstros cantam "Hey There, Good Times". - Muppet Labs: Papel à prova de fogo. - Ponto de Conversa/Ato do Convidado: Lew Zealand fala com Leslie sobre seu ato. Ela canta "Here You Come Again". - Local do Reino Unido: Miss Piggy canta "Mad About the Frog", acompanhada por Rowlf. - Urso na Patrulha: Porco que faz imitações. - Vendawish: Um homem deseja ser mais alto. - Música: Gonzo canta "Gonzo's Song" (uma música original de Jerry Juhl, Chris Langham e Derek Scott) para Camilla. Big Bird interrompe. - Ato do Convidado: Leslie e Big Bird cantam "Love Will Keep Us Together". | 26 de janeiro de 1979   |
| 19 | Elke Sommer                        | - Bastidores: Beauregard deixa Beaker ajudar a construir um set para o número de encerramento do Egito antigo. - Música: Bobby Benson e sua Baby Band tocam "Pennsylvania 6-5000". - Ato do Convidado: "Animal Crackers in My Soup". - Porcos no Espaço: Primeiros porcos em Koozebane. - Local do Reino Unido: Bobby Benson e sua Baby Band tocam "Tuxedo Junction". - Porcos no Espaço: Parte dois. - Ponto de Conversa: Gonzo conta a Elke a verdade sobre a fluência de Miss Piggy em falar francês. - Muppet Sports: Tiro de peixinho. - Ato do Convidado: Elke (como Cleópatra) canta "Row, Row, Row". | 2 de fevereiro de 1979  |
| 20 | Sylvester Stallone                 | - Bastidores: Os bastidores são invadidos pelas groupies de Sylvester Stallone, que pagaram a Scooter por passes para os bastidores. - Música: Porcos e pinguins tocam "Hawaiian War Chant". - Ato do Convidado: Sylvester luta contra um leão que canta "Let's Call the Whole Thing Off". - Ponto de Conversa: Sylvester descobre um saco de pancadas falante em seu camarim. - Esboço: Professor Albert Flan apresenta Otto the Automatic Entertainer. - Local do Reino Unido: Floyd, Dr. Teeth e Zoot executam "Lady Be Good". - Ponto de Conversa: Link bate-papo com Sylvester. - Música: Beauregard auxilia a banda com uma performance de "William Tell Overture". - Hospital Veterinário: Porco havaiano. - Ato do Fozzie: Ato do mágico com Otto. - Ato do Convidado: Sly e os Muppets cantam "A Bird in a Gilded Cage". | 9 de fevereiro de 1979  |
| 21 | Roger Miller                       | - Bastidores: Há um surto de "cluckite" no teatro, uma doença que faz com que o paciente espirrar e se transformar em uma galinha. - Música: Pinguins peregrinos cantam "Alabamy Bound". - Ato do Convidado: Roger canta "In the Summertime". - Urso na Patrulha: Fozzie prende um porco violento. - Ato do convidado: "Chapéu". - Local do Reino Unido: "Down at the Old Bull and Bush". (Cortado da versão Disney+) - Ponto de Conversa: Caco tenta convencer Roger que o show está indo bem. - Ato do Rowlf: Rowlf toca "Pop Goes the Weasel". - Hospital Veterinário: O elenco faz piadas de galinha. - Ato do Convidado: Roger Miller canta um medley de suas músicas. | 16 de fevereiro de 1979 |
| 22 | Roy Rogers e Dale Evans            | - Bastidores: Em homenagem a Roy e Dale, o tema do show é cowboys, e as vacas de Roy circulam nos bastidores. - Música: Cães da pradaria cantam "Blue Skies". - Ato do Convidado: Roy canta "Skyball Paint". - Muppet Sports: Arremesso de ferradura. - Ato do Convidado: Dale canta "Deep in the Heart of Texas". - Local do Reino Unido: Jim e Jerry cantam "A Four-Legged Friend". - Urso da Patrulha: Balas Barker. - Ponto de Conversa: Roy e Caco cantam "Frog Went A-Courting". Roy ensina o Caco a yodel. - Esboço: Slim Wilson tenta montar Old Skyball Paint. - Ato do Convidado: Roy e Dale cantam uma mistura de músicas. | 23 de fevereiro de 1979 |
| 23 | Spike Milligan                     | - Bastidores: Muppet Show é transmitido em 108 países, então Caco planeja uma "extravagância internacional", apresentando pessoas de cada uma dessas nações. - Música: Um número com tema do Japão, interrompido por Fozzie cantando "Oklahoma". - Ato do Convidado: Sam e Spike falam sobre as relações americanas/britânicas. - Música: Um gaiteiro escocês quer tocar "The Bonnie Glasgow Samba" nos bongôs. Ele é forçado a tocar outra coisa ("Brasil") na gaita de foles. - Muppet News Flash: Quadrinho inglês louco. - Local do Reino Unido: Wayne canta "Dog Walk". - Música: O Caos Elétrico canta "America", mas é interrompido por vários convidados internacionais dos Muppets (e o Chef Sueco). - Ato do Convidado: "The Intergalactic Brotherhood of Man, Including Things", com a Lew Zealand. - Ato do Convidado: Vários Muppets internacionais cantam "It's a Small World", enquanto Spike interrompe. | 2 de março de 1979      |
| 24 | Lynn Redgrave                      | - Bastidores: Caco estrela a produção dos Muppets de Robin Hood, com Lynn como Maid Marian e Fozzie como Little John. - Música: Scooter interpreta Alan-a-Dale. - Ato do Convidado: Lynn e a turma cantam "Hey Down". - Ato do Gonzo: O Xerife de Nottingham (Gonzo), tendo sequestrado Marian, demonstra seus dispositivos de tortura em si mesmo. - Muppet Sports: Concurso de tiro com arco. - Ato do Convidado: Robin e Marian cantam "I Still Love You". - Muppet News Flash: O Pregador da Cidade. - Ato do Convidado: Lynn e sua turma reprisam "Hey Down". | 9 de março de 1979      |

### Quarta Temporada (1979–1980)
A maioria dos personagens e esboços da temporada anterior permaneceu. A trabalhadora da cantina Gladys, no entanto, foi substituída por um novo personagem, Winny. Rizzo, o Rato também fez suas primeiras aparições, primeiro como "Super Rat" no episódio que contou com Christopher Reeve como ator convidado.
| #  | Convidado especial                                                | Descrição | Data de exibição        |
| -- | ----------------------------------------------------------------- | --- | ----------------------- |
| 1  | Dudley Moore                                                      | - Bastidores: O robô musical de Dudley Moore "M.A.M.M.A". Causa caos e ressentimento entre o elenco. - Música: Um grupo de insetos canta "She Loves You". - No Baile: Todo mundo tenta um pouco de discoteca, e Fozzie tenta contar algumas piadas. - Ato do Convidado: Mama Don't Allow - Porcos no Espaço: A tripulação é atormentada por pistas musicais. - Local do Reino Unido: Caco e Piggy estão no camarim dela, com alguma confusão musical. - Ponto de Conversa: Floyd e Animal enfrentam Dudley Moore. - Ato do Gonzo: Recitando poesia de Percy Shelley enquanto desarma uma bomba, interrompido pelo robô. - Ato do Convidado: "How High the Moon" | 24 de outubro de 1979   |
| 2  | Crystal Gayle                                                     | - Bastidores: O Prairie Dog Glee Club de Scooter enlouquece nos bastidores, roubando qualquer coisa que não esteja presa. - Música: Vários animais executam um "Swanee" com sabor alemão. - Ato do Convidado: "River Road" - Porcos do Espaço: Dearth Nadir (Gonzo) faz uma visita, acompanhado por seus stormtroopers de galinha. - Local do Reino Unido: Rowlf toca "Hold Tight, Hold Tight (Want Some Seafood Mama)" com Lew Zealand e vida marinha variada. - Música: "Sixty Seconds Got Together" por um quarteto de barbearia suspeito. - Música: "The Best Things in Life Are Free" pelo Prairie Dog Glee Club. - Muppet Labs: Afiador de bananas. - Ato do Convidado: Uma versão assombrosa de "We Must Believe in Magic". | 2 de novembro de 1979   |
| 3  | Victor Borge                                                      | - Bastidores: Bobby Benson é preso e Miss Piggy tenta cuidar de sua Baby Band. - Música: Porcos (liderados por Link) e galinhas (liderados por Gonzo) cantam "Macho Man" como gangues rivais. - Ato do Convidado: Rowlf ajuda Victor a tocar "Rapsódia húngara n.º 2". - Música: Os Ratos cantam "Rock Around the Clock". - Ato do Convidado: Victor tenta tocar "The Blue Danube", mas algo não está certo. - Música: A reflexão de Gonzo se junta a ele em um dueto de "Act Naturally". - Ato do Convidado: Victor coloca Fozzie e ele mesmo para dormir tocando "The Moonlight Sonata". - Chef Sueco: O chef tenta fazer sopa de tartaruga. - Ato do Convidado: A Baby Band apoia Borge massacrando o "Concerto para Piano No. 1" de Tchaikovsky. | 9 de novembro de 1979   |
| 4  | Beverly Sills                                                     | - Bastidores: O elenco aguarda as contribuições elegantes de Beverly para o show, especialmente Miss Piggy. - Ato: A convite involuntário de Caco, Statler e Waldorf dão ao público um gostinho do vaudeville à moda antiga com uma performance burlesco de "Take Ten Terrific Girls" e um punhado de piadas. - Ato do Convidado: Devido a um mal-entendido, Beverly tenta cantar "When the Bloom is on the Sage" em um estilo operístico. No começo ela fica chateada, mas depois aceita a mudança de ritmo, terminando com um pouco de sapateado. - Muppet News Flash: As vacas voltam para casa. - Local do Reino Unido: Os Fuzz Brothers apresentam uma ópera leve, ou apenas algo como ópera. - Universidade Muppet: Sam, a Águia tenta explorar o mundo microscópico dos protozoários. - Ato do Convidado: Beverly e o elenco interpretam uma ópera curta "Pigoletto", que acaba sendo um pastiche de outras obras, como La Traviata, Aida, Die Walküre e até um pouco de Rigoletto. Nota: Por seu trabalho neste episódio, o diretor de arte Malcolm Stone recebeu a primeira de duas indicações ao Emmy por seu trabalho em The Muppet Show. | 16 de novembro de 1979  |
| 5  | Shields e Yarnell                                                 | - Bastidores: Os convidados mímicos alternadamente confundem e inspiram o elenco, especialmente Fozzie. - Música: Pássaros saltitantes cantam "Take a Chance on Me". - Ato do Convidado: Casal de robôs, os Clinkers, toma café da manhã. - Local do Reino Unido: Quongo, o gorila, sobe em um arranha-céu e canta "It's Lonely at the Top". - Ato do Convidado: Beauregard serve bar para os mímicos em um bar do Velho Oeste. - Música: Os Snerfs executam "Little Brown Jug". - Ato do Fozzie: O público fica desapontado com o novo ato de mímica de Fozzie. - Ato do Convidado: Os mímicos fazem suas coisas enquanto o elenco canta "Make 'Em Laugh". | 23 de novembro de 1979  |
| 6  | Kenny Rogers                                                      | - Bastidores: O tio de Scooter vende os direitos minerais do camarim de Kenny para os árabes. Além disso, Caco tenta assumir um papel mais "ativo" no show, com consequências desastrosas. - Ato: The Daring Young Frog on the Flying Trapeze. - Música: Caco canta "Coconut" de uma cama de hospital, acompanhado por um médico e duas enfermeiras - Ponto de Conversa: Kenny tenta relaxar, enquanto seu camarim se transforma em um local de perfuração de petróleo. - Muppet News Flash: Recolhimento de fábrica de leitos hospitalares defeituosos (incluindo o Caco). - Ato do Convidado: "The Gambler" - Local do Reino Unido: "Knees Up Mother Brown" - Hospital Veterinário: Caco acaba na mesa de operação e sob uma luminária pesada. - Muppet News Flash: Recolhimento de fábrica de lâmpadas hospitalares defeituosas. - Ato do Gonzo: Caco e Miss Piggy se envolvem no ato de escrever no céu de Gonzo. - Ato do Convidado: Todos se juntam a Kenny cantando "Love Lifted Me". | 30 de novembro de 1979  |
| 7  | Linda Lavin                                                       | - Bastidores: Miss Piggy cria caos entre o elenco enquanto ela coopta o show como um tributo surpresa de aniversário Este é o seu estilo de vida para Caco. - Música: Vários Muppets adotam atributos de Caco e cantam "Be a Frog". - Ato do Convidado: Linda canta "The More I See You" com o apoio do Electric Mayhem. - Local do Reino Unido: Robin e alguns outros sapos executam "Frog Kissin'". - Música: Statler e Waldorf relembram e cantam "It Was a Very Good Year". - Hospital Veterinário: Robin acaba na mesa. - Ato: A visita de Wayne e Wanda lembram Kermit por que ele os demitiu. - Ato do Convidado: Linda canta "Beyond the Blue Horizon", e todo o elenco se junta a ela. | 7 de dezembro de 1979   |
| 8  | John Denver                                                       | - Bastidores: Caco tenta convencer o elenco a ir acampar no pântano. - Música: "Why Can't We Be Friends?" - Ato do Convidado: "Garden Song" - Chef Sueco: Ensopado de Esquilo. - Ponto de Conversa: Gonzo pede dicas de jardinagem a John Denver. - Música: Miss Piggy canta "Árvores". - Música: Outros porcos tentam escalar uma montanha enquanto cantam "The Happy Wanderer". - Ato do Convidado: "Grandma's Feather Bed". Nota: Este episódio foi incluído no lançamento da Disney+ apenas nos EUA e na Austrália. Indisponível no Disney+ em outras partes do mundo. | 14 de dezembro de 1979  |
| 9  | Arlo Guthrie                                                      | - Bastidores: Os elencos se preparam para uma noite tranquila de "família", e o Chef Sueco tenta cozinhar uma "refeição em casa". - Ato do Convidado: "Grocery Blues". - Muppet Flash News: Períodos de gestação de gado e colheitas abundantes. - Música: Vacas cantam "Elegance". - Chef Sueco: Um peru se recusa a ser espetado. - No Baile: A violência irrompe na dança da praça do país. - Local do Reino Unido: "A Horse Named Bill". - Ato do Convidado: "Git Along, Little Dogies" - Chef Sueco: Nada de porquinho assado ou "bif". - Ato do Fozzie: Fozzie lê um poema de Robert Frost e Gonzo o interrompe. - Chef Sueco: O chef decide fazer ensopado "veggie-weggie". - Ato do Convidado: "Sailing Down This Golden River". - Ato: Comprimidos de vitamina para o jantar. | 21 de dezembro de 1979  |
| 10 | Liza Minnelli                                                     | - Bastidores: Caco interpreta um detetive particular que se envolve em um mistério de assassinato em um set de filmagem. Como esperado, Fozzie fornece pior do que nenhuma ajuda como Patrulha. - Ato do Convidado: Liza interpreta "Copacabana" em personagem como a atriz de cinema Lisa O'Shaughnessy. - Música: Depois que o diretor do filme é assassinado, Gonzo reúne o elenco chocado para cantar "Great Day". - Local do Reino Unido: Um bando de cães Muppet executa "Pass That Peace Pipe", durante o qual todos são assassinados. - Ato do Convidado: Depois que ele é armado por um assaltante desconhecido, Caco se desespera para resolver o caso. Liza tenta tranquilizá-lo com uma música que se transforma em dueto: "A Quiet Thing". No final, um corpo cai do guarda-roupa. - Ato do Convidado: Liza arma uma cena de morte falsa para revelar o(s) verdadeiro(s) assassino(s). Depois, ela canta "Everything's Coming Up Roses" com o elenco. | 28 de dezembro de 1979  |
| 11 | Dizzy Gillespie                                                   | - Bastidores: Statler fica doente (do show), e a esposa de Waldorf, Astoria, toma seu lugar. Além disso, o show é auditado quanto aos níveis de ruído após reclamações sobre as sessões de Jam de Floyd e Zoot. - Música: Uma versão suspeita de "Blue Fish Blues". - Ato do Convidado: Dizzy executa "St. Louis Blues" com o Electric Mayhem. - Hospital Veterinário: Um paciente suíno declara seu amor pela enfermeira Piggy. - Local do Reino Unido: "Do Wah Diddy Diddy". - Ato do Convidado: Dizzy canta "Little Bit of Dis" com Floyd e Zoot. - Ato do Fozzie: A esposa de Waldorf termina as piadas de Fozzie. - Ato do Convidado: "Swing Low Sweet Cadillac" | 4 de janeiro de 1980    |
| 12 | Phyllis George                                                    | - Bastidores: Phyllis hospeda o primeiro Muppet Awards anual (os "Freds"), e a competição traz o melhor e o pior de alguns do elenco. - Música: A versão do Chef Sueco de "Yes, We Have No Bananas" foi indicada para a categoria "Melhor Canção". - Porcos do Espaço: Conscientes de sua indicação para a categoria "Best Sketch", a Swinetrek Crew fez as coisas mais do que o habitual. - Ato convidado: Phyllis canta outro indicado a "Melhor Canção": "Carbon Paper", acompanhado por Rowlf no piano. - Ato: The Dancing Mountains ganha "Melhor Performance por um Objeto Inanimado". Todos temem sua aceitação. - Ato: Fozzie perde "Performance de Comédia Mais Engraçada" para Billy, o Urso, que o esfrega durante sua aceitação. - Local do Reino Unido: Uma entrevista dos Flying Zucchini Brothers, vencedores do "Best Foreign Act", voa fora de controle. - Música: Phyllis apresenta Rowlf apresentando outro candidato a "Melhor Canção": "You and I and George". - Ato: Link entrega o prêmio de "Melhor Acrobacia" ao Falling Alfonzos, que aparece para aceitá-lo. - Ato: Scooter apresenta os inúmeros indicados a "Melhor Estrela Convidada" ao som de "I Am the Very Model of a Modern Major-General". Phyllis anuncia a vencedora: ela mesma. - Hospital Veterinário: Dr. Bob está confiante em ganhar a categoria "Melhor Esboço", e Enfermeira/Miss Piggy - estrelando os dois esboços indicados - é ainda mais. - Ato do convidado: Phyllis e o elenco cantam "There's No Business Like Show Business". | 11 de janeiro de 1980   |
| 13 | Lola Falana                                                       | - Bastidores: Gonzo está deixando o show para uma carreira no cinema em Bombaim. Com a ajuda de Scooter, Caco encontra um substituto. - Música: As galinhas cantam "Pick a Little, Talk a Little". - Ato do convidado: Lola dança e executa "He's the Greatest Dancer" com vários monstros Muppet. Gonzo se junta a eles. - Música: Gonzo chora enquanto canta "My Way". Caco o conforta. - Muppet Sports: Concurso de olhar para a árvore - Ato do Convidado: Gonzo descobre que perdeu o emprego prometido em Bombaim. Lola o conforta cantando "Smile". - Ato de Gonzo: Gonzo tenta sapatear em aveia enquanto canta "Top Hat". - Ato do Convidado: Lola lidera o elenco cantando "United We Stand". | 18 de janeiro de 1980   |
| 14 | Dyan Cannon                                                       | - Bastidores: O cachorro da Miss Piggy, Foo-Foo, desaparece depois que todos 'passam o latido' ao cuidar dele. Ela se torna cada vez mais frenética e irada em sua busca por ele. - Música: Geri e os Atrics cantam "Hound Dog". - Ato do Convidado: Dyan canta "Civilization" com Quongo, o Gorila e outros habitantes da selva - e alguns pinguins. - Hospital Veterinário: Uma senhora idosa (um dos Atrics). - Local do Reino Unido: Rowlf canta "Man's Best Friend" com vários outros cães uivantes. - Chef Sueco: Hottie-cachorrinhos. - Ato do Convidado: Dyan executa uma versão canina de "Big Spender" em uma loja de animais. | 25 de janeiro de 1980   |
| 15 | Anne Murray                                                       | - Bastidores: Scooter ignora a proibição de skates do teatro, resultando em caos dentro e fora do palco. - Música: Miss Piggy, Link e os outros porcos cantam "I Get Around" como uma gangue de porcos da estrada vestidos de couro. - Ato do Convidado: Anne canta "Snowbird", interrompida por trocadilhos ruins de um Dodo. - Muppet News Flash: Papel explosivo do Muppet Labs. - Ato: Os descontentes Mexican Hat Dancers são substituídos no último minuto pelo inexplicável "Trudge Trudge Streak Streak" do planeta Koozebane. - Local do Reino Unido: Milton Miller e seu Trio Filarmônico Farmyard executam "The Old Sow". - Ato do Convidado: Um Zoot distraído chega ao camarim de Anne em busca de seu saxofone, e ele e o Electric Mayhem se juntam a ela em uma performance de "Walk Right Back". - Ato: Beauregard experimenta uma visita fantasmagórica enquanto executa "Dancing on the Ceiling". (Corte da versão Disney+) - Muppet Sports: Recorde mundial de comer gaita de foles. - Ato do Convidado: Anne fecha o show com "Everything Old Is New Again", enquanto o elenco regular toca seu "rolo". | 1 de fevereiro de 1980  |
| 16 | Jonathan Winters                                                  | - Bastidores: O show pode estar sob uma maldição cigana. - Música: Porcos cantam "Tiger Rag" com Butch e Sundance. - Ato do Convidado: Fozzie ajuda Jonathan com adereços e impressões. - Ato do Fozzie: Scooter e Fozzie cantam "On Her Doorstep", e eles são acompanhados por alienígenas. - Ponto de Conversa: Jonathan fala com um tubarão. - Urso em Patrulha: Um polvo batedor de carteiras. - Local do Reino Unido: Annie Sue e os outros porcos se juntam à senhora cigana cantando "Golden Earrings". - Muppet Labs: Um compressor de bagagem - Ponto de Conversa: Jonathan fala com um alienígena. - Música: Uma lagarta canta "You'll Never Walk Alone". - Ato: Depois que todos (exceto o Jornalista) começam a falar em sueco, os trolls dançam ao som de "Country Gardens". | 8 de fevereiro de 1980  |
| 17 | Christopher Reeve                                                 | - Bastidores: Miss Piggy está apaixonada pela estrela convidada do Superman desta semana, e Caco fica um pouco ciumento. - Música: Caco canta "Disco Frog". - Ato do Convidado: Christopher Reeve substitui Gonzo tocando "Hamlet". As coisas não vão bem, então ele acaba cantando "Brush Up Your Shakespeare" com alguma ajuda do elenco. - Muppet Flash News: Cordeiro assassino em fuga. - Hospital Veterinário: Christopher Reeves aparece. - Local do Reino Unido: Floyd e amigos irritam Sam, a Águia com "Sam's Song". - Música: Fozzie e um matador tentam tocar "The Toreador Song", mas são perseguidos nos bastidores. - Muppet Labs: Uma máquina de ordenha aquecida. - Música: Miss Piggy "acidentalmente" fere Rowlf enquanto ele tenta acompanhá-la cantando "Never Before, Never Again". - Ato do Convidado: Christopher Reeve substitui Rowlf no piano, enquanto Miss Piggy canta "East of the Sun (and West of the Moon)". | 15 de fevereiro de 1980 |
| 18 | Lynda Carter                                                      | - Bastidores: Inspirado por sua estrela convidada Mulher Maravilha, Scooter e o elenco fazem um curso por correspondência: "Como ser um super-herói" ou "Invencibilidade fácil". De alguma forma, eles conseguem sobreviver. - Música: Janice está prestes a ser sacrificada por adoradores de ídolos de pedra. Ela é resgatada por seus companheiros de banda do Electric Mayhem enquanto canta "With a Little Help from My Friends". - Muppet News Flash: A maldição do deus crocodilo egípcio. - Música: Floyd canta "While My Guitar Gently Weeps". - Local do Reino Unido: Caco questiona a lista de itens repugnantes de Sam, a Águia no programa. - Ato: Miss Piggy salva o dia como a Porca-Maravilha. - Ato: Um grande lobo mau ameaça um rebanho de ovelhas cantando "The Whiffenpoof Song". Eles são resgatados por um Super Sheep. - Ato do Convidado: Lynda canta "Orange Colored Sky" em um cenário de violência super-heroica. | 22 de fevereiro de 1980 |
| 19 | Elenco do Star Wars (Mark Hamill, Peter Mayhew e Anthony Daniels) | - Bastidores: Luke Skywalker, C-3PO e R2-D2 quebram as paredes do teatro (incluindo o quarta parede) em busca de um Chewbacca sequestrado. O "primo" de Luke, Mark Hamill, tenta participar do ato. - Música: Um pastor e seu rebanho executam "Rama Lama Ding Dong". - Muppet Flash News: Ensaios Nacionais de Cães Pastores. - Local do Reino Unido: Mark Hamill se junta a Angus McGonagle no gargarejo de "Summertime", até que Animal os persegue nos bastidores. - Local do Reino Unido: Uma enguia canta "Three Little Fishies". - Música: Scooter executa "Six String Orchestra" e imagina que é apoiado pelo Electric Mayhem. - Porcos do Espaço: Skywalker, C-3PO e R2-D2 comandam o Swinetrek e encontram Dearth Nadir. - Ato do Convidado: A parte 2 de Porcos do Espaço: se transforma em um ato de música e dança com todos realizando um medley: "You Are My Lucky Star" e "When You Wish Upon a Star". | 29 de fevereiro de 1980 |
| 20 | Andy Williams                                                     | - Bastidores: Todo mundo já ouviu falar sobre o noivado de Caco com Miss Piggy, exceto Caco. Além disso, o show fica ainda mais "cheesy" do que o normal. - Música: Fozzie canta "Green Door". - Ato do Convidado: A intrigante Miss Piggy convence Andy a cantar "Where Do I Begin (Theme from Love Story)" em uma tentativa de cortejar o Caco. - Muppet News Flash: Bandas itinerantes de queijo. - Hospital Veterinário: Um coelho "pobre". - Local do Reino Unido: Caco tenta conhecer Sam, a Águia, um pouco melhor. - Ato do Convidado: Andy forma um quarteto de barbearia com três Muppets parecidos para cantar "Jubilee Time". - Muppet Labs: Conversor de animais indesejados. - Ato do Convidado: Caco se junta a Andy para cantar um medley: "Two of a Kind" / "How About You?" / "Give Me the Simple Life" / "I Love a Piano" | 7 de março de 1980      |
| 21 | Doug Henning                                                      | - Bastidores: Fozzie tenta sua mão em alguma mágica. - Música: Miss Piggy canta "It's Magic" com acompanhamento mágico de Caco. - Ato do Convidado: Doug corta um monstro em seções. - Música: Robin canta "Leave Me Some Magic". - Hospital Veterinário: Dr. Bob puxa coelhos da mesa. - Local do Reino Unido: Fozzie canta "Run Rabbit Run" enquanto um fazendeiro tenta atirar em seus coelhos mágicos. - Ponto de Conversa: Doug faz uma pequena mágica com um pequeno sapo (Robin). - Música: Os Switcheroos cantam "There'll Be Some Changes Made". - Ato do Fozzie: Fozzie tenta executar o truque da corda indiana. - Ato do Convidado: Monstros ajudam Doug com seu truque de "metamorfose". | 14 de março de 1980     |
| 22 | Alan Arkin                                                        | - Bastidores: Alan bebe acidentalmente a poção Jekyll-and-Hyde do Dr. Bunsen Honeydew. - Música: "The Devil Went Down to Georgia" - Música: Os irmãos Bun-Bun cantam "Zip-A-Dee-Doo-Dah", enquanto um monstruoso Alan causa estragos. - Música: Rowlf ajuda Fozzie a cantar "I (Don't) Got Rhythm". - Porcos do Espaço: A tripulação fica desequilibrada. - Ato do Fozzie: A torcida de Fozzie está mais forte que o normal. - Música: Uma velhinha com uma píton de estimação canta "Let Me Go, Lover". - Ato do Convidado: "Pig Shuffle". | 21 de março de 1980     |
| 23 | Carol Channing                                                    | - Bastidores: Miss Piggy lida com o remorso do comprador por um par de sapatos novos mal ajustados. - Música: Muppets de olhos grandes ajudam Carol a cantar um medley: "Jeepers Creepers" / "I, Yi, Yi, Yi, Yi (I Like You Very Much)" / "Them There Eyes" - Ato do Convidado: Caco (como repórter) entrevista Carol como a ex-estrela do cinema mudo "Assobio" Cecilia Sisson. - Música: Um dueto de monstros dançantes: "Your Feet's Too Big". - Local do Reino Unido: Floyd e Beauregard tocam "Wave" para alguns pinguins. - Porcos do Espaço: Dr. Bob e a enfermeira Janice do Hospital Veterinário visitam a equipe. - Chef Sueco: Bolo(s) de carne. - Ato do Convidado: Miss Piggy ajuda Carol a cantar "Diamonds Are a Girl's Best Friend". | 28 de março de 1980     |
| 24 | Diana Ross                                                        | - Bastidores: Statler e Waldorf decidem manter a pontuação, e o público é mais difícil do que o normal de agradar. - Música: Vários pássaros e répteis cantam "I Go to Rio". - Ato do Fozzie: Fozzie é vaiado fora do palco antes de fazer sua primeira piada. - Ato do Convidado: Diana dança com grandes pássaros e canta "Love Hangover". - Música: Os irmãos Gills cantam "Aunt Chovy", e o público (literalmente) os come. - Porcos do Espaço: Link e Strangepork inadvertidamente "gaslight" First Mate Piggy. - Local do Reino Unido: Beaker canta "Feelings" para um público difícil, apoiado por Rowlf e Electric Mayhem. - Ato do Convidado: Diana canta "Last Time I Saw Him", apoiada pelo Electric Mayhem. - Ato do Gonzo: Gonzo corajosamente se oferece para seguir Diana com um ato "indescritível". - Ato de Fozzie (e Convidado): A apoio de Diana pede a Fozzie para tentar sua rotina de stand-up novamente, e segue com uma versão de "Reach Out and Touch". | 4 de abril de 1980      |